# Margarete Pioresan
Margarete Maria Pioresan ou apenas Meg (Toledo, 1 de janeiro de 1956) é uma esportista brasileira. Tem passagens pelas seleções de handebol e de futebol. 
Como handebolista, fez parte do elenco que ganhou a medalha de bronze nos Jogos Pan-Americanos de 1987. No futebol, esteve nas primeiras edições de Copa do Mundo, além de ter feito parte da campanha do quarto lugar nos Jogos Olímpicos de Verão de 1996. Jogava como goleira.

## Carreira
Começou a carreira jogando handebol, em 1975, na Universidade Estadual de Maringá, onde graduou-se em Educação Física. Em 1979, mudou-se para o Rio de Janeiro. Passou a jogar na faculdade SUAM, onde estudava Fisioterapia.
Fez parte do 1º Torneio Brasileiro de Clubes Campeões, em 1983, considerada a primeira edição do Campeonato Brasileiro de Futebol Feminino. Na época, jogava pelo Esporte Clube Radar.
De 1983 a 1989, fez parte da Seleção Brasileira Feminina de Handebol. Conquistou o título do Campeonato Sul-Americano de 1984. Foi medalha de bronze durante os Jogos Pan-Americanos de 1987, em Indianápolis.
Pela Seleção Brasileira de Futebol Feminino, participou do Torneio Experimental de 1988, na China. Disputou a Copa do Mundo de 1991, a primeira oficial da Fifa. Esteve também na edição de 1995.
Meg fez parte do elenco da Seleção Brasileira de Futebol Feminino, em Atlanta 1996, na primeira olimpíada do futebol feminino. Alcançou a quarta colocação.
Após as Olimpíadas, ainda jogou por mais quatro anos no Vasco da Gama. Após se aposentar, passou a trabalhar como professora de Educação Física na Prefeitura do Rio de Janeiro.